# Itzhak Perlman
Itzhak Perlman (en hebreu: יצחק פרלמן; nascut el 31 d'agost de 1945) és un violinista israelià-nord-americà.
Perlman ha actuat arreu del món i als Estats Units, en llocs que han inclòs un sopar d'estat a la Casa Blanca en homenatge a la reina Isabel II i a la inauguració del president Barack Obama. Ha dirigit l'Orquestra Simfònica de Detroit, l'Orquestra de Filadèlfia i la Filharmònica de Westchester. El 2015 va rebre la Medalla Presidencial de la Llibertat. Perlman ha guanyat 16 premis Grammy, inclòs un premi Grammy a la trajectòria i quatre premis Emmy.

## Joventut
Perlman va néixer l'any 1945 a Tel-Aviv. Els seus pares, Chaim i Shoshana Perlman, eren jueus originaris de Polònia i havien emigrat de manera independent al mandat britànic de Palestina (ara Israel) a mitjans dels anys trenta abans de conèixer-se i casar-se més tard. Perlman va contreure poliomielitis als quatre anys i des d'aleshores ha caminat utilitzant suports per a cames i crosses i toca el violí mentre està assegut. A partir del 2018, utilitza crosses o un scooter elèctric Amigo per a la mobilitat.
Perlman es va interessar per primera vegada pel violí després d'escoltar una actuació de música clàssica a la ràdio. A l'edat de tres anys, se li va negar l'admissió al Conservatori Shulamit per ser massa petit per portar un violí. En canvi, va aprendre ell mateix a tocar l'instrument amb un violí de joguina fins que va tenir l'edat suficient per estudiar amb Rivka Goldgart al Conservatori Shulamit i a l'Acadèmia de Música de Tel-Aviv (ara l'Escola de Música Buchmann-Mehta), on va donar el seu primer recital als 10 anys. Es va traslladar als Estats Units als 13 anys per estudiar a la Juilliard School amb el professor de violí Ivan Galamian i la seva ajudant Dorothy DeLay.

## Carrera

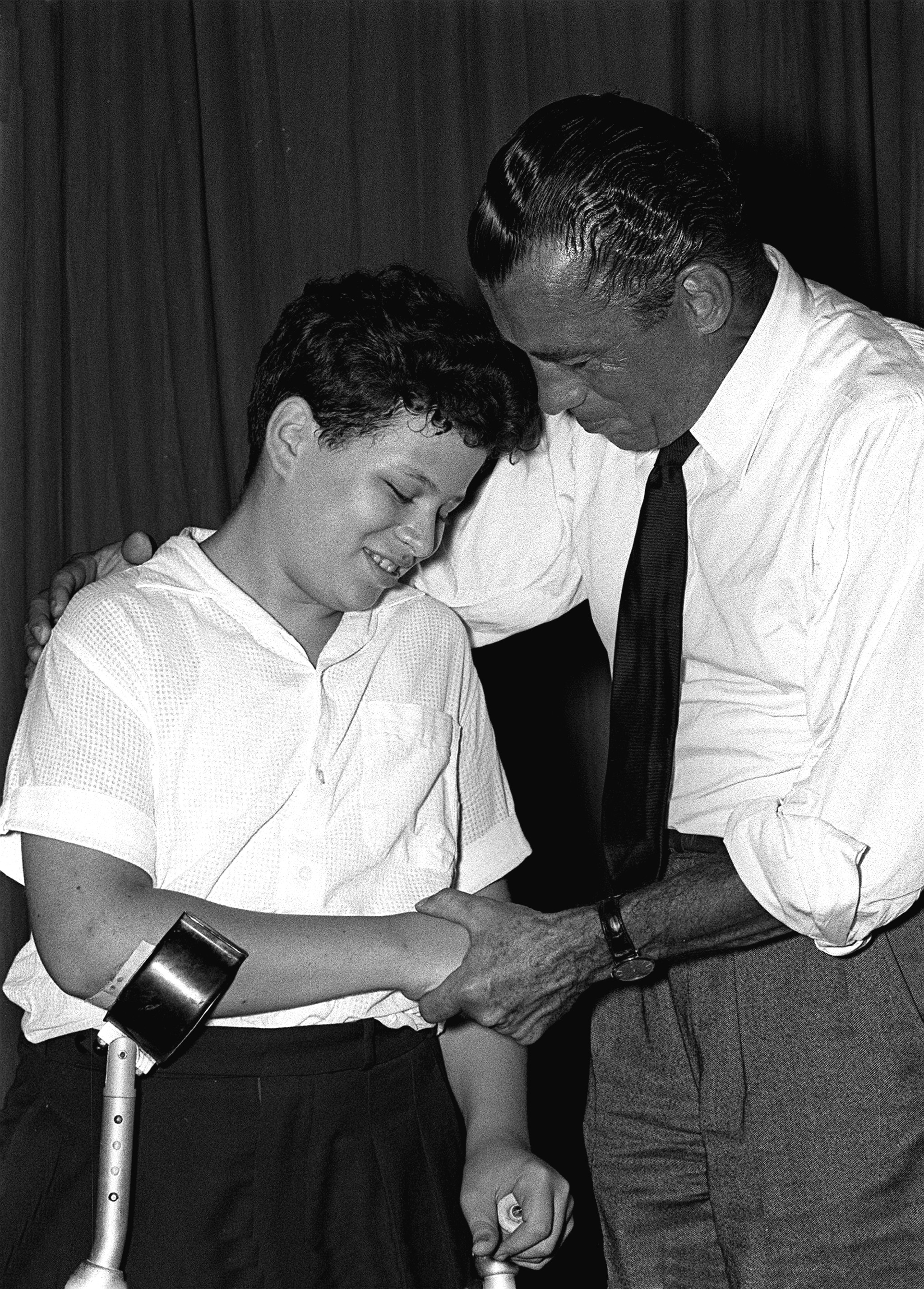
Ed Sullivan felicita a Perlman, de 13 anys, després d'un concert (1958)

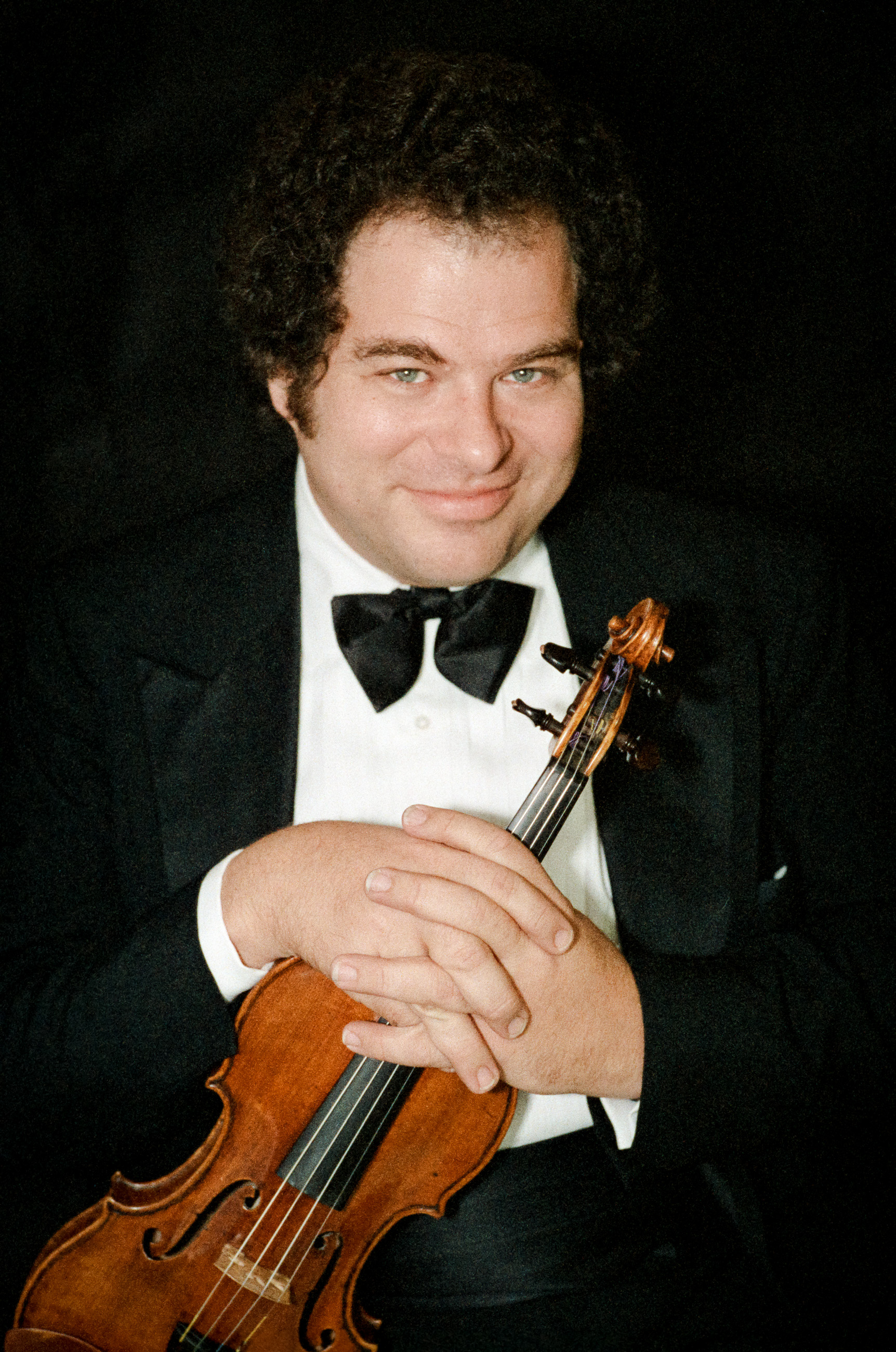
Itzhak Perlman el 1984

Perlman va guanyar l'atenció nacional quan va aparèixer a The Ed Sullivan Show dues vegades el 1958, i de nou el 1964, al mateix programa amb els Rolling Stones. Les seves actuacions al programa van incloure peces com "El vol del borinot" de Rimsky-Korsakov, "Polonaise Brillante" de Wieniawski i el primer concert per a violí de Mendelssohn.
Poc després, Perlman va començar a fer gires per ciutats dels Estats Units i Canadà com a solista, amb el patrocini de l'Organització Sionista d'Amèrica, i ràpidament es va establir com un virtuós destacat. Va fer el seu debut al Carnegie Hall interpretant el Concert per a violí núm. 1 de Wieniawski el 1963 i va guanyar el Concurs Leventritt el 1964. Com a solista, Perlman va debutar amb l'Orquestra Simfònica de Londres el 1968, i al Festival de Salzburg amb la Filharmònica de Viena el 1972. En els anys següents, va fer gires com a solista arreu del món.
A més d'una extensa carrera de gravació i interpretació, Perlman ha continuat fent aparicions en programes de televisió com The Tonight Show i Sesame Street, a més de tocar en diverses funcions de la Casa Blanca.
Tot i que Perlman mai no ha estat anunciat ni comercialitzat com a cantant, va cantar el paper de "Un carceriere" ("un carceller") en una gravació de l'EMI de 1981 de Tosca de Puccini que comptava amb Renata Scotto, Plácido Domingo i Renato Bruson, amb James Levine dirigint. Abans havia cantat el paper en un fragment de l'òpera en un concert benèfic de pensions de 1980 com a part de la sèrie "Live from Lincoln Center" amb Luciano Pavarotti com a Cavaradossi i Zubin Mehta dirigint l'Orquestra Filharmònica de Nova York.
El 5 de juliol de 1986, Perlman va actuar a l'homenatge de la Filharmònica de Nova York al 100è aniversari de l'Estàtua de la Llibertat, que va ser televisat en directe per ABC. L'orquestra, dirigida per Mehta, va actuar a Central Park.
El 1987, Perlman es va unir a l'Orquestra Filharmònica d'Israel (IPO) per als seus concerts a Varsòvia i Budapest, així com a altres ciutats dels països del bloc oriental. Va fer una gira amb l'IPO a la primavera de 1990 per a la seva primera actuació a la Unió Soviètica, amb concerts a Moscou i Leningrad, i de nou el 1994, actuant a la Xina i l'Índia.
El 2015, en un programa de música clàssica titulat "The Chamber Music Society of Lincoln Center" produït per WQXR a la ciutat de Nova York, es va revelar que Perlman va interpretar el solo de violí sense acreditar a la cançó de Billy Joel de 1989 "The Downeaster Alexa".
Si bé principalment era solista, Perlman ha actuat amb altres músics, com Yo-Yo Ma, Pinchas Zukerman, Jessye Norman, Vladimir Ashkenazy, Isaac Stern i Yuri Temirkanov a la celebració del 150è aniversari de Txaikovski a Leningrad el desembre de 1990.
A més de tocar i gravar la música clàssica per la qual és més conegut, Perlman també ha tocat jazz, inclòs un àlbum fet amb el pianista de jazz Oscar Peterson, klezmer i música bluegrass. Ha estat solista en diverses partitures de pel·lícules, com ara el tema de la pel·lícula La llista de Schindler de 1993 de John Williams, que va guanyar un Oscar a la millor banda sonora original. Més recentment, va ser el solista de violí a la pel·lícula Memòries d'una geisha del 2005 juntament amb el violoncel·lista Yo-Yo Ma. Perlman va interpretar seleccions de les partitures musicals de les pel·lícules nominades a la "Millor banda sonora original" als 73è Premis de l'Acadèmia amb Yo-Yo Ma i als 78è Premis de l'Acadèmia.

## Actuacions seleccionades

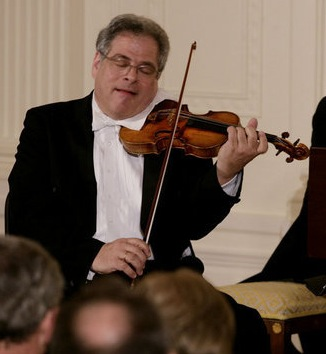
Perlman a la Casa Blanca el 2007

Perlman va tocar en el sopar d'estat al qual va assistir la reina Isabel II el 7 de maig de 2007, a l'East Room de la Casa Blanca.
Va interpretar "Air and Simple Gifts" de John Williams a la cerimònia d'inauguració de Barack Obama de 2009 juntament amb Yo-Yo Ma (violoncel), Gabriela Montero (piano) i Anthony McGill (clarinet). El quartet tocava en directe, però la música sonava simultàniament pels altaveus i a la televisió hi havia un enregistrament fet dos dies abans per la preocupació que el fred pogués danyar els instruments. Perlman va ser citat dient: "Hauria estat un desastre si ho haguéssim fet d'una altra manera".
Va fer una aparició a Disney's Fantasia 2000 per presentar el segment Pines of Rome, juntament amb Steve Martin.
El 2 de novembre de 2018, Perlman va repetir el 60è aniversari de la seva primera aparició a "The Ed Sullivan Show" com a convidat a "The Late Show with Stephen Colbert".

## Ensenyament
El 1975, Perlman va acceptar una plaça de professor al Conservatori de Música del Brooklyn College. El 2003, va ser nomenat catedràtic de la Fundació Dorothy Richard Starling en estudis de violí a la Juilliard School, succeint a la seva professora, Dorothy DeLay. També imparteix classes individuals als estudiants del programa de música Perlman a Long Island, Nova York, rarament realitza classes magistrals.
El programa de música Perlman

El Programa de Música Perlman, fundat el 1994 per l'esposa de Perlman, Toby Perlman, i Suki Sandler, va començar com un casal d'estiu per a músics de corda excepcionals d'entre 12 i 18 anys. Amb el pas del temps, es va ampliar a un programa d'un any. Els estudiants tenen l'oportunitat que Perlman els entreni abans d'actuar en llocs com la Sinagoga de Sutton Place i escoles públiques. En presentar els estudiants entre ells i exigir-los que practiquin junts, el programa s'esforça perquè els músics que d'altra manera practicarien sols desenvolupin una xarxa d'amics i col·legues. En lloc de romandre aïllats, els participants del programa troben una àrea on pertanyen.
Conducció

A principis del nou mil·lenni, Perlman va començar a dirigir. Va ocupar el càrrec de director convidat principal de l'Orquestra Simfònica de Detroit. Va ser assessor musical de l'Orquestra Simfònica de Saint Louis del 2002 al 2004. El novembre de 2007, la Filharmònica de Westchester va anunciar el seu nomenament com a director artístic i director principal. El seu primer concert en aquests papers va ser l'11 d'octubre de 2008, en un programa de Beethoven amb el pianista Leon Fleisher interpretant el Concert de l'Emperador.
Instruments

Perlman toca el violí Soil Stradivarius de 1714, antigament propietat de Yehudi Menuhin i considerat un dels millors violins fabricats durant el "període daurat" de Stradivari. Perlman també interpreta el Guarneri del Gesù 1743 'Sauret' i el Carlo Bergonzi 1740 'ex-Kreisler'.
Vida personal

Perlman viu a la ciutat de Nova York amb la seva dona, Toby, també violinista de formació clàssica. Tenen cinc fills, entre ells Navah Perlman, concertista i músic de cambra. Perlman és un cosí llunyà del personatge canadenc de còmics i televisió Howie Mandel. Té sinestèsia i va ser entrevistat per a "Tasting the Universe"" per Maureen Seaberg, que tracta sobre aquesta condició.

## Discografia
- Tradition (1987)
- Duos (1987)
- Vivaldi: The Four Seasons/3 Violin Concertos (1992)
- Dvořák in Prague: A Celebration (Sony Classical, 1994, and Kultur Video, 2007)
- The American Album (1995)
- In the Fiddler's House (1995)
- Holiday Tradition (1998)
- Concertos from My Childhood (EMI, 1999)
- The Essential Itzhak Perlman (Sony Classical, 2009)
- Eternal Echoes: Songs and Dances for the Soul (Sony Classical, 2012) with Yitzchak Meir Helfgot
- Violin Sonatas (Universal Music Classics/Deutsche Grammophon, 2015)
- The Perlman Sound (Warner Classics, 2015)

Amb Andre Previn

- The Easy Winners (Angel Records, 1975)
- A Different Kind of Blues (EMI/Angel, 1980)
- It's a Breeze (EMI/Angel, 1981)

Amb Oscar Peterson

- Side by Side (TELARC CD-83341 1994)

## Premis i honors

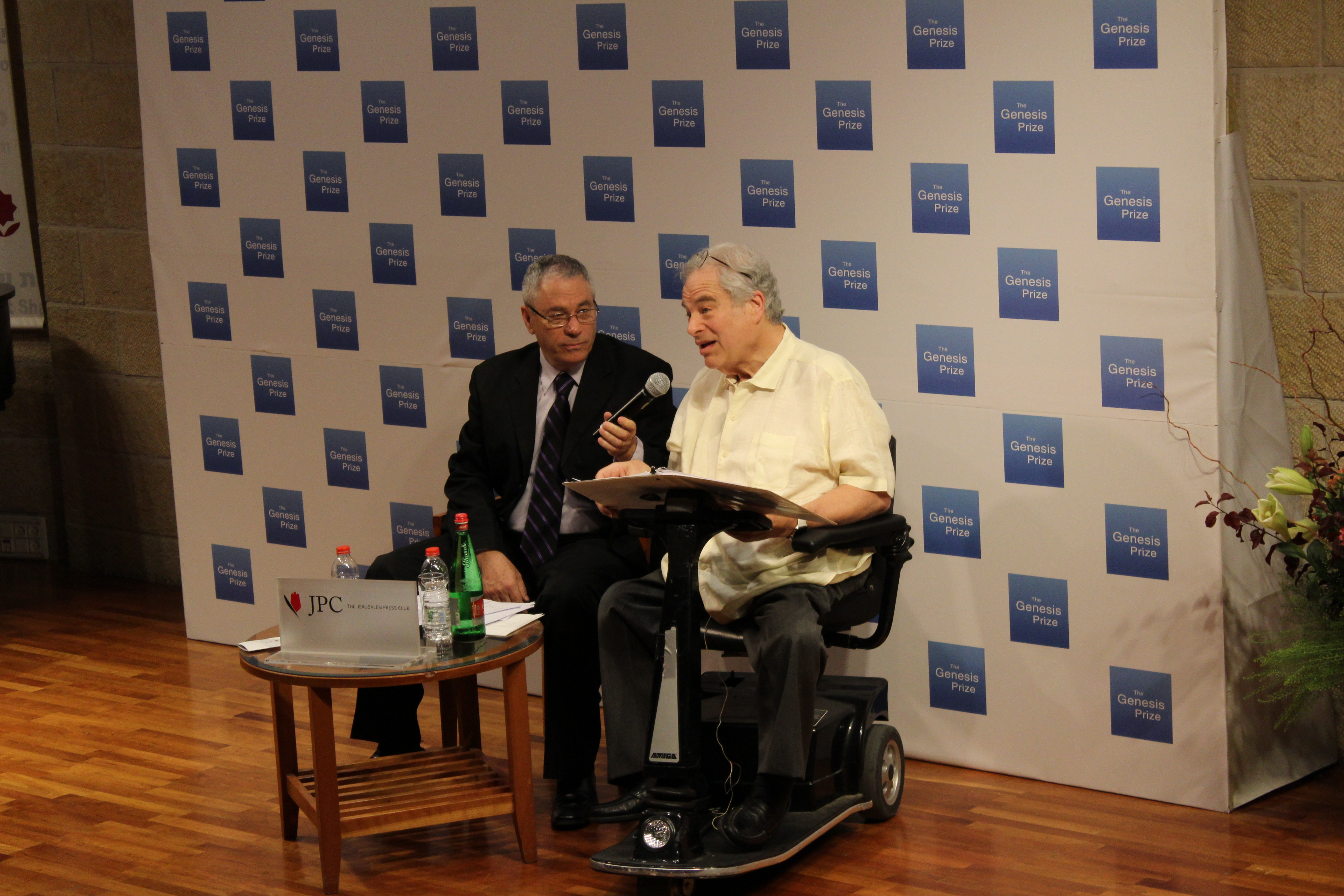
Perlman sent entrevistat a l'acte de premsa del Premi Genesis 2016

- 1964: Leventritt Competition – Guanyador
- 1977: Premi Grammy a la millor interpretació solista(s) instrumental (amb orquestra): Antonio Vivaldi: Les quatre estacions
- 1978: Premi Grammy a la millor interpretació de música de cambra: Beethoven: Sonates per a violí i piano (amb Vladimir Ashkenazy)
- 1978: Premi Grammy al millor àlbum clàssic: Brahms: Concert per a violí en re
- 1980: Premi Grammy: Millor interpretació solista instrumental (sense orquestra): The Spanish Album
- 1980: Premi Grammy: Millor interpretació de música de cambra: Música per a dos violins (amb Pinchas Zukerman)
- 1980: Premi Grammy a la millor interpretació de solistes instrumentals (amb orquestra): Concert per a violí i violoncel de Brahms en la menor (amb Mstislav Rostropovich) (TIE)
- 1980: Premi Grammy a la millor interpretació de solistes instrumentals (amb orquestra): Berg: Concert per a violí/Stravinsky: Concert per a violí en re (TIE)
- 1981: Premi Grammy a la millor interpretació de solistes instrumentals (amb orquestra): Isaac Stern celebració del 60è aniversari (amb Isaac Stern i Pinchas Zukerman)
- 1981: Premi Grammy a la millor interpretació de música de cambra: Txaikovski: Trio amb piano en la menor (amb Lynn Harrell i Vladimir Ashkenazy)
- 1982: Premi Grammy a la millor interpretació solista(s) instrumental (amb orquestra): Elgar: Concert per a violí en si menor
- 1987: Premi Grammy a la millor interpretació de música de cambra: Beethoven: The Complete Piano Trios (amb Lynn Harrell i Vladimir Ashkenazy)
- 1987: Premi Grammy a la millor interpretació solista(s) instrumental (amb orquestra): Mozart: Concerts per a violí núms. 2 i 4
- 1990: Premi Grammy a la millor interpretació de música de cambra: Brahms: The Three Violin Sonates (amb Daniel Barenboim)
- 1990: Premi Grammy a la millor interpretació solista(s) instrumental (amb orquestra): Concert per a violí núm. 1 en la menor de Xostakovitx/Concerto per a violí en la menor de GlazunovL
- 1995: Premi Grammy a la millor interpretació de solistes instrumentals (amb orquestra): The American Album—Works of Bernstein, Barber, Foss
- 1997: membre elegit de l'American Philosophical Society[25]
- 2003: Kennedy Center Honors
- Abril de 1980: la revista Newsweek va presentar el Sr. Perlman amb una història de portada.[26]
- 1986: Honorat amb la Medalla de la Llibertat pel president Reagan.[27]
- 1992: Premi Emmy: Programa clàssic destacat en les arts escèniques: Perlman a Rússia
- 1994: Premi Emmy: Assoliment individual destacat: Programació cultural
- 1996: Premi Emmy: Programa de música i dansa cultural destacat: Itzhak Perlman: In the Fiddler's House
- 1999: Premi Emmy: Programa de dansa i música clàssica destacat: Itzhak Perlman: Fiddling for the Future
- 2000: Premiat amb la Medalla Nacional de les Arts pel president Clinton[27]
- 2002: Escollit membre de l'Acadèmia Americana de les Arts i les Ciències
- 2005: Golden Plate Award de l'American Academy of Achievement presentat pel membre del Consell de Premis Elie Wiesel.[28][29]
- 2008: premi Grammy a la trajectòria
- 2015: guardonat amb la medalla presidencial de la llibertat pel president Obama[30][31]
- 2016: Premi Genesis pel primer ministre d'Israel.[32]
- 2017: Tema del documental Itzhak dirigit per Alison Chernick.[33]